# Bernhard Keller (Abt)
Bernhard Keller (* 25. Mai 1608 in Luzern; † 6. Juli 1660 in Würenlos) war Abt des Klosters Wettingen.

## Leben
Bernhard Keller, Sohn des Metzgermeisters Johann Keller und der Barbara Ratzenhofer, besuchte das Jesuitengymnasium in Luzern und legte 1625 das Ordensgelübde im Kloster Wettingen ab. 1632 in Luzern zum Priester geweiht, war er von 1633 bis 1648 Pfarrer in Würenlos und kehrte dann als Cellerar ins Kloster zurück. 1649 wurde er zum Abt gewählt.
In seine Zeit fielen der Erwerb der Reliquien der Katakombenheiligen Marianus und Getulius 1651, die Klärung und Sicherung der Besitzverhältnisse des Klosters und 1652 die Gründung einer marianischen Bruderschaft. Die Öffnung eines Teils der Klosterkirche auch für Frauen machte einen Umbau der Westfrontvorhalle und den Einbau einer Kanzel im Langhaus erforderlich. Nach Spannungen mit dem Konvent legte er sein Amt 1659 zurück und liess sich in Würenlos nieder, wo er schon im folgenden Jahr starb. Er hinterliess ein Diarium, das aber seit der Säkularisation 1841 verschollen ist.
Seine Schwester Franziska war Äbtissin im Kloster Rathausen, die Schwester Benedikta Äbtissin im Kloster Hermetschwil. Sein Grossneffe Leodegar Keller wurde 1719 geadelt.